# Englyn

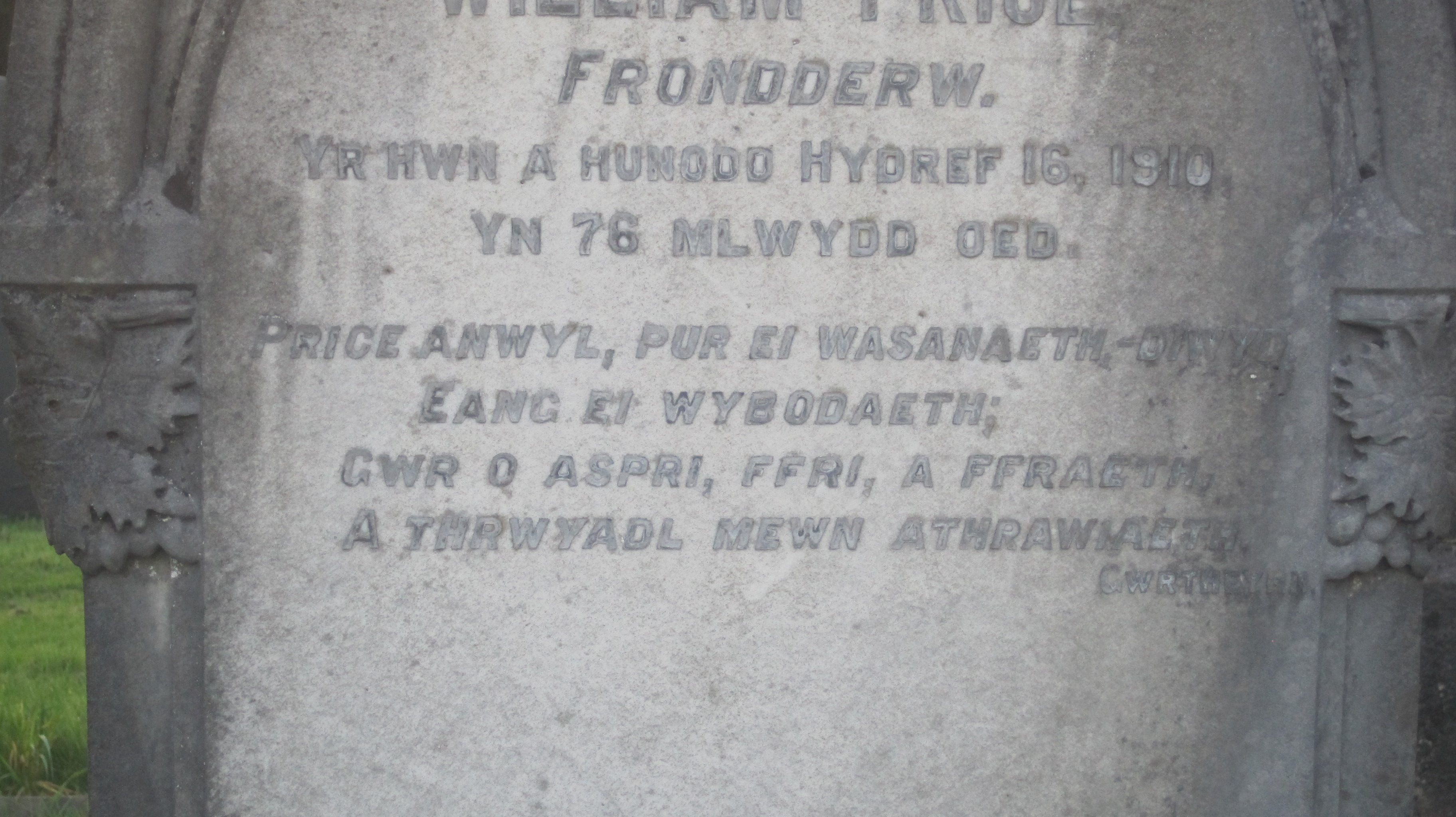
Un englyn enmarcado en una tumba de Christ Church, en el municipio galés de Y Bala.

Un englyn (pronunciado /ˈɛŋ.lɪn/; en plural englynion) es un poema breve escrito en lengua britónica cuyo origen se remonta a Gales y Cornualles. Se caracteriza por su métrica cuantitativa, así como por sus patrones rígidos de rima y media rima. En cada verso se repite la misma cantidad de consonantes y de acentos, conocidos como  cynghanedd.

## Origen
El englyn aparece en la obra de los primeros poetas conocidos en galés, los  cynfeirdd. Estos poemas se caracterizaban por estrofas de tres versos (englyn milwr). Es el único ejemplo de este tipo de poesía que se encuentra en el corpus de textos medievales galeses, y sus orígenes podrían remontarse a la poesía y a los cancioneros escritos en latín. Sin embargo, algunos estudiosos como Rowland sitúan al englyn dentro de la tradición poética britónica. Mientras que la métrica de los englynion modernos es más clara y se basa en el número de sílabas, no existe acuerdo sobre los parámetros métricos de los primeros poemas. Para algunos, resulta probable que se basaran en la acentuación de las palabras.
Los primeros englynion de los que se tiene constancia aparecen en los marginalia escritos en el siglo X en el manuscrito de Juvenco. Un buen número de englynion parecen describir momentos de reflexión emocional de algunos personajes cuyas historias se han perdido: Canu Llywarch Hen, Canu Urien, Canu Heledd. Otros son de tradición heroica, como por ejemplo Englynion y Beddau o Geraint, hijo de Erbin, mientras que el resto se resume en meditaciones y lamentos líricos y religiosos tales como los célebres Claf Abercuawg y Kyntaw geir.

## Tipos deenglynion

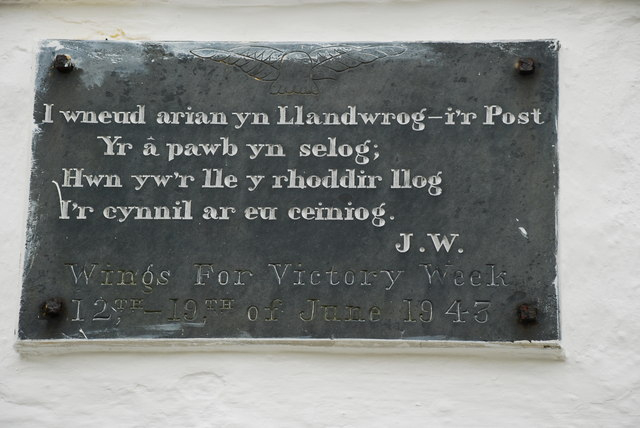
Un englyn en una placa conmemorativa de una oficina de correos en Llandwrog, Gales. La estrofa se traduce como «Para obtener dinero en Llandwrog todos van con ansia a la oficina de correos; es ahí donde los ahorradores muestran interés por sus peniques.»

Existen varios tipos de englynion y no todos se incluyen en la siguiente clasificación. El primero de ellos se conoce como englyn penfyr y se caracteriza por tener un final abierto. Contiene una estrofa de tres versos, el primero de los cuales tiene diez sílabas y los otros dos siete sílabas cada uno. La séptima, octava y novena sílabas del primer verso introducen la rima que se repite en la última sílaba de los dos siguientes versos. La cuarta sílaba del segundo verso repite la última sílaba del primero mediante la rima o la consonancia.
El segundo tipo de englyn se denomina englyn milwr, traducido como englyn militar. Al igual que el anterior, también está formado por estrofas de tres versos. No obstante, los tres versos contienen siete sílabas y todos ellos riman. El tercer englyn se conoce como unión de englyn unodl y solo tiene una rima. Cada estrofa tiene cuatro versos de diez, seis, siete y siete sílabas. La séptima, octava y novena sílabas del primer verso marcan la rima que se repite en la última sílaba de los tres siguientes versos. La parte del primer verso que sigue a la rima alitera con la primera parte del segundo verso.
Véase el siguiente ejemplo de un englyn unodl:

Ym Mhorth oer y Merthyron – y merthyr

Mwya'i werth o ddigon

A hir-fawrha y fro hon

Wr dewr o Aberdaron

— Alan Llwyd
Una cuarta variante del englyn se llama englyn unodl crwca y posee una rima dispar. Este englyn se compone de cuatro versos de siete, siete, dieciséis sílabas. Las últimas sílabas de los versos primero, segundo y cuarto riman con las sílabas séptima, octava y novena del tercer verso. Otro tipo de englyn se conoce como englyn cyrch y está compuesto de cuatro versos de siete sílabas cada uno. Las últimas sílabas de los versos primero, segundo y cuarto riman. La última sílaba del tercer verso rima con las sílabas segunda, tercera y cuarta del último verso.
Finalmente, el englyn cil-dwrn contiene dos versos seguidos de un tercero formado por tres sílabas o menos, el cual sigue la rima de los dos primeros.

### Otras formas
El novelista canadiense Robertson Davies defendía que los englynion provienen de una adaptación al galés de las inscripciones enmarcadas en las tumbas romanas  situadas al oeste de Gran Bretaña. Según Davies, los englynion deben tener cuatro versos, el primero de los cuales debe estar formado por diez sílabas, seguido por uno de seis y otros dos de siete sílabas cada uno. En el primer verso debe haber una cesura tras las sílabas siete, ocho y nueve. La rima del segundo verso debe comenzar tras esa pausa. En tanto, la décima sílaba del primer verso debe rimar o estar en asonancia con la media parte del siguiente verso. Los dos últimos versos deben reproducir la primera rima del verso uno y tienen que rimar en sílaba átona.

## Ejemplos
Los siguientes dos englynion son obra del escritor galés del siglo XII Cynddelw Brydydd Mawr:

Balch ei fugunawr ban nafawr ei lef

Pan ganer cyrn cydawr;

Corn Llywelyn llyw lluydfawr

Bon ehang blaen hang bloed fawr.

Corn wedi llad corn llawen

Corn llugynor Llywelyn

Corn gwyd gwydr ai can

Corn rueinell yn ol gellgwn.